# Ачыкгёз, Туче
Тугче́ Ачыкгёз (тур. Tuğçe Açıkgöz; род. 10 февраля 1993, Анкара) — турецкая актриса

 театра, кино и телевидения, и радиоведущая.

## Биография и карьера
Тугче Ачыкгёз родилась 10 февраля 1993 года в Анкаре (Турция). Она окончила Анатолийскую среднюю школу Картала Дога и факультет актёрского мастерства Университета Кадира Хаса. Также прошла обучение в Детско-юношеском отделе городских театров столичного муниципалитета Стамбула и до сих пор работает там ассистентом.
Сыграв во многих театральных постановках, Ачыкгёз дебютировала в кино в 2005 году, сыграв в фильмах «Турецкий стиль» (роль Тугче) и «Мой отец вернулся» (роль Ешим). Также является радиоведущей, работает на Kral Pop Radio.

## Фильмография
| Год       |   | Русское название          | Оригинальное название | Роль             |
| --------- | - | ------------------------- | --------------------- | ---------------- |
| 2002      | с | Жители нашего дома        | Bizim Evin Halleri    |                  |
| 2005      | ф | Турецкий стиль            | Alaturka              | Тугче            |
| 2007      | ф | Мой отец вернулся         | Babam Geri Döndü      | Ешим             |
| 2007      | с | Благодаря Родине          | Vatan Sağolsun        | Элиф             |
| 2011      | ф | Что происходит с Олуром?  | Ağlama Ne Olur        |                  |
| 2014      | ф | Пламя                     | Alev                  |                  |
| 2015      | с | История Яз                | Yaz'ın Öyküsü         | Эким             |
| 2016      | ф | Наследие отца             | Baba Mirası           |                  |
| 2019      | с | Пятно                     | Leke                  | Ширин Аджар      |
| 2020—2021 | с | Моя левая половинка       | Sol Yanım             | Зейнеп           |
| 2021      | с | Позвоните моему менеджеру | Menajerimi Ara        | Ирем             |
| 2021—2022 | с | Отряд 2039                | Börü 2039             | Эдже Кара / Догу |
| 2022      | с | Мой сын                   | Oğlum                 | Седеф            |
| 2022—2023 | с | Немного дневного света    | Bir Küçük Gün Işığı   | Дила Аяз         |
| 2023—2024 | с | Разведка                  | Teşkilat              | Гизем Кырджалы   |

## Театральные роли
| Театр | Театр                      | Театр | Театр                     |
| Год   | Спектакль                  | Роль  | Театр                     |
| ----- | -------------------------- | ----- | ------------------------- |
| 2014  | Полицейский участок Чибали | Алие  | Городские театры Стамбула |
| 2014  | Воздушный шар              |       | Городские театры Стамбула |
| 2016  | Шум в лунном свете         |       | Городские театры Стамбула |
| 2020  | Музыкальная девочка-фея    |       | Городские театры Стамбула |
| 2020  | Суета 70                   |       | Городские театры Стамбула |